# Margaret (Alabama)
Margaret város az USA Alabama államában, St. Clair megye megyében. Lakosainak száma 5106 fő (2020. április 1.).

## Népesség
A település népességének változása:

| 2010 | 4 428 |
| 2020 | 5 106 |